# XXIVe législature du royaume d'Italie
La XXIVe législature du royaume d'Italie (en italien : La XXIV Legislatura del Regno d'Italia) est la législature du royaume d'Italie qui a été ouverte le 27 novembre 1913 et qui s'est fermée le 29 septembre 1919. 

## Gouvernements
- Gouvernement Giolitti IV
  - Du 30 mars 1911 au 21 mars 1914
  - Président du conseil des ministres : Giovanni Giolitti
- Gouvernement Salandra I
  - Du 21 mars 1914 au 5 novembre 1914
  - Président du conseil des ministres : Antonio Salandra
- Gouvernement Salandra II
  - Du 5 novembre 1914 al 18 juin 1916
  - Président du conseil des ministres : Antonio Salandra
- Gouvernement Boselli
  - Du 18 juin 1916 au 30 octobre 1917
  - Président du conseil des ministres : Paolo Boselli
- Gouvernement Orlando
  - Dal 30 octobre 1917 au 23 juin 1919
  - Président du conseil des ministres : Vittorio Emanuele Orlando
- Gouvernement Nitti I
  - Du 23 juin 1919 au 21 mai 1920
  - Président du conseil des ministres : Francesco Saverio Nitti

## Président de la chambre des députés
- Giuseppe Marcora
  - Du 27 novembre 1913 au 29 septembre 1919

## Président du sénat
- Giuseppe Manfredi
  - Du 27 novembre 1913 au 18 novembre 1918
- Adeodato Bonasi
  - Du 18 novembre 1918 eu 29 septembre 1919